# Liste des cavités naturelles les plus longues de la Polynésie française

La liste des cavités naturelles les plus longues de la Polynésie française recense sous la forme d'un tableau, les cavités souterraines naturelles connues, dont le développement est supérieur ou égal à cinquante mètres.
La communauté spéléologique considère qu'une cavité souterraine naturelle n'existe vraiment qu'à partir du moment où elle est « inventée » c'est-à-dire découverte (ou redécouverte), inventoriée, topographiée et publiée. Bien sûr, la réalité physique d'une cavité naturelle est la plupart du temps bien antérieure à sa découverte par l'homme ; cependant tant qu'elle n'est pas explorée, mesurée et révélée, la cavité naturelle n'appartient pas au domaine de la connaissance partagée.
La liste spéléométrique des plus longues cavités naturelles de la Polynésie française (≥ 30 m) est  actualisée début 2010.
La plus longue cavité répertoriée dans la collectivité d'outre-mer (COM) de la Polynésie française est la grotte d'Hitiaa (cf. ligne 1 du tableau ci-dessous).

## Polynésie française

### Cavités de développement supérieur ou égal à30m
7 cavités sont recensées au 1-01-2010.
| Réf. | Cavités (autres noms)          | Communes       | Massifs ou zones géographiques | Coordonnées (WGS 84)          | Développement (en mètres) | Dénivelée (en mètres) | Sources ou références                      | Mises à jour |
| ---- | ------------------------------ | -------------- | ------------------------------ | ----------------------------- | ------------------------- | --------------------- | ------------------------------------------ | ------------ |
| 1    | Grotte d'Hitiaa tronçon amont  | Hitiaa O Te Ra | Tahiti                         | 17° 37′ 35″ S, 149° 20′ 56″ O | +000488, m                | NC m                  | Claude Mourret & hoarau.org & Grottocenter | 2010-01      |
| 2    | Grotte de Monoïhere            | Mahina         | Tahiti                         | 17° 30′ 29″ S, 149° 27′ 53″ O | +000200, m                | NC m                  | Claude Mourret & tahiti-infos.com          | 2010-01      |
| 3    | Grotte d'Hitiaa tronçon aval   | Hitiaa O Te Ra | Tahiti                         | 17° 35′ 33″ S, 149° 18′ 30″ O | +000141, m                | NC m                  | Claude Mourret & tahitiheritage            | 2010-01      |
| 4    | Grotte d'Hitiaa tronçon médian | Hitiaa O Te Ra | Tahiti                         |                               | +000128, m                | NC m                  | Claude Mourret                             | 2010-01      |
| 5    | Grotte de Vaipoiri             | Taiarapu-Ouest | Tahiti                         | 17° 52′ 26″ S, 149° 11′ 06″ O | +0 00065, m               | NC m                  | Claude Mourret & tahitiheritage            | 2010-01      |
| 6    | Grotte de Maraa n° 2           | Paea           | Tahiti                         |                               | +0 00043, m               | NC m                  | Claude Mourret                             | 2010-01      |
| 7    | Grotte de Maraa n° 1           | Paea           | Tahiti                         | 17° 44′ 42″ S, 149° 34′ 01″ O | +0 00036, m               | NC m                  | Claude Mourret & tahitiheritage            | 2010-01      |